# NGC 5402
NGC 5402 est une galaxie spirale barrée située dans la constellation de la Grande Ourse. Sa vitesse par rapport au fond diffus cosmologique est de 3 121 ± 37 km/s, ce qui correspond à une distance de Hubble de 46,1 ± 3,3 Mpc (∼150 millions d'al). NGC 5402 a été découverte par l'astronome germano-britannique William Herschel en 1739.
NGC 5402 présente une large raie HI. Selon la base de données Simbad, NGC 5402 est une radiogalaxie.
À ce jour, deux mesures non basées sur le décalage vers le rouge (redshift) donnent une distance de 49,150 ± 3,182 Mpc (∼160 millions d'al), ce qui est à l'intérieur des valeurs de la distance de Hubble.